# پنتولام
پنتولام (انگلیسی: Pentolame) یک استروژن مصنوعی، استروئیدی و 17β-آمینواستروژن با اثرات ضد انعقاد است که نخستین بار در سال ۱۹۹۳ معرفی شد و هرگز به بازار عرضه نشد.